# Lyle Mays
Lyle Mays (Wausaukee, 27 novembre 1953 – Los Angeles, 10 febbraio 2020) è stato un pianista, tastierista e organista statunitense.

## Biografia
Nato nel 1953 nel Wisconsin in una famiglia di musicisti - madre pianista e padre chitarrista - vive in una fattoria nei pressi di Mc Allister fino al 1971. Comincia a studiare il pianoforte nel 1959. Nel 1967 frequenta il National Stage Band Camp alla Millikin University. Nel 1974 si trasferisce a Denton dove studia composizione e arrangiamento alla University of North Texas ed entra a far parte della North Texas Lab Band, che nel 1975 pubblica l'album LAB'75 che riceverà la nomination al Grammy Awards. Nell'aprile dello stesso anno Mays partecipa con la North Texas Lab Band al Wichita jazz Festival e in estate si unisce alla band di Woody Herman, la Woody Herman's Thundering Herd. Nel 1976 si trasferisce a New York. Nel 1977 fonda con Pat Metheny, che aveva incontrato per la prima volta nel 1974, una delle jazz band di maggiore successo internazionale, il Pat Metheny Group. Con l'amico Pat, Lyle raggiungerà vertici di notevole popolarità grazie anche, e soprattutto, alla sua straordinaria capacità di combinare armonie, suoni e melodie uniche nel suo genere, dando così un'impronta subito riconoscibile ai brani del gruppo. Nel 1986 registra il suo primo album intitolato Lyle Mays e comincia il tour promozionale del Lyle Mays Trio con Marc Johnson e Peter Erskine.
Lyle Mays è morto il 10 febbraio 2020 a 66 anni, dopo una lunga malattia.

## Discografia

### Da solista
- LYLE MAYS (1986, Geffen)

Tracce
1. Highland Aire (7:02)
2. Teiko (7:21)
3. Slink (8:17)
4. Mirror Of The Heart (4:58)
5. Alaskan Suite (14:12)
- Northern Lights
- Invocation
- Ascent
6. Close To Home (6:10)

Formazione
Lyle Mays - tastiere
Alejandro N. Acuna - batteria
Billy Drewes - sax alto e soprano
Bill Frisell - chitarra
Marc Johnson - basso
Nana Vasconcelos - percussioni
- STREET DREAMS (1988, Geffen)

Tracce
1. Feet First (4:24)
2. August (5:02)
3. Chorinho (4:17)
4. Possible Straight (3:20)
5. Hangime (4:21)
6. Before You Go (6:54)
7. Newborn (1:35)
8. Street Dreams
- I (1:43)
- II (11:03)
- III (3:09)
- IV (4:51)

Formazione
Lyle Mays - tastiere
Steve Rodby - basso
Steve Gadd - percussioni
Bob Mintzer - sax tenore
Bob Malach - sax tenore
Bob Millikan - tromba
Laurie Frink - tromba
Dave Bargeon - trombone
Keith O'Quinn - trombone
Dave Taylor - trombone basso
Bill Frisell - chitarra
Marc Johnson - basso
Vicki Randle - percussioni
Steve Jordan - percussioni
Randy Brecker - tromba
Chris Seiter - trombone
Peter Erskine - percussioni
Glen Velez - percussioni
Emilia Barros - voce
Chamber Orchestra
- FICTIONARY (1992, Geffen)

Tracce
1. Bill Evans (4:48)
2. Fictionary (7:10)
3. Sienna (6:30)
4. Lincoln Reviews His Notes (7:30)
5. Hard Eights (7:31)
6. Something Left Unsaid (4:52)
7. Trio #1 (6:08)
8. Where Are You From Today (5:32)
9. Falling Grace (4:44)
10. Trio #2 (5:23)
11. On The Other Hand (5:04)

Formazione
Lyle Mays - tastiere
Marc Johnson - basso
Jack DeJohnette - percussioni
- SOLO - IMPROVISATIONS FOR EXPANDED PIANO (2000, Warner Bros.)

1. This Moment (4:01)
2. Let Me Count The Ways (6:41)
3. We Are All Alone (10:32)
4. The Imperative (2:24)
5. Procession (3:58)
6. Black Ice (3:30)
7. Origami (1:08)
8. Lightning Field (3:42)
9. Locked In Amber (4:49)
10. Long Life (7:56)

- THE LUDWIGSBURG CONCERT

Lyle Mays Quartet November 6, 2015
1. Fictionary
2. Either Ornette
3. Chorinho
4. Lincoln Reviews His Notes
5. *Disc: 2
6. Hard Eights
7. Disbelief
8. Are We There Yet
9. Au lait
10. August

### Pat Metheny and Lyle Mays
- Watercolors (1977, ECM)
- As Falls Wichita, So Falls Wichita Falls (1981, ECM)

### Pat Metheny Group
- Pat Metheny Group (1978, ECM)
- American Garage (1979, ECM)
- Offramp (1982, ECM)
- Travels (1983, ECM)
- First Circle (1984, ECM)
- The Falcon and the Snowman, film soundtrack (1985, EMI)
- Still Life (Talking) (1987, Geffen)
- Letter from Home (1989, Geffen)
- The Road to You (1993, Geffen)
- We Live Here (1995, Geffen)
- Quartet (1996, Geffen)
- Imaginary Day (1997, Warner Bros.)
- Speaking of Now (2002, Warner Bros.)
- The Way Up (2005, Nonesuch)

### Pat Metheny
- Secret Story (1992, Geffen)

### Sideman
- The Sound of the Wasp, Phil Wilson (1975, ASI)
- Home, Steve Swallow (1979, ECM)
- Shadows and Light, Joni Mitchell (1980, Asylum)
- Later That Evening, Eberhard Weber (1982, ECM)
- When Elephants Dream of Music, Bob Moses (1982, Gramavision)
- Girl at Her Volcano, Rickie Lee Jones (1983, Warner Bros.)
- Mrs. Soffel, film soundtrack, released on *Film Music*, Mark Isham (1985, Windham Hill)
- The Story of Moses, Bob Moses (1987, Gramavision)
- "Heritage", Earth, Wind & Fire (1990, Columbia)
- Medicine Music, Bobby McFerrin (1990, EMI)
- Premonition, Paul McCandless (1991, Windham Hill)
- Live in Warsaw (1976), Woody Herman (1992, Storyville)
- Falling Out, Igor Butman (1994, Impromptu)
- Points of View, Nando Lauria (1994, Narada)
- Noa, Noa (1994, Geffen)
- East Coast West Coast, Toots Thielemans (1994, Private Music)
- Schemes and Dreams, Pat Coil (1994, Sheffield Lab)
- Fifteen Year Anniversary, Betty Buckley (2000, K.o. Productions)

### Composizioni
- Tale of Peter Rabbit (video soundtrack) (1987, Rabbit Ears)
- Tale of Mr. Jeremy Fisher (video soundtrack) (1987, Rabbit Ears)
- East of the Sun, West of the Moon (video soundtrack) (1991, Rabbit Ears)
- Moses the Lawgiver (video soundtrack) (1994, Rabbit Ears)
- Somewhere in Maine (1988) in Marimolin, Marimolin, Nancy Zeltsman (1995, GM Recordings)
- Twelve Days in the Shadow of a Miracle in In the Shadow of a Miracle, The Debussy Trio (1996, Sierra Classical)
- Gold, Pat Coil (1996, Sheffield Lab)
- Are We There Yet? and The Third Wind, RCC Jazz Ens. (2003, Seabreeze Vista Jazz)
- Mindwalk in Intermediate Masterworks for Marimba, Nancy Zeltsman (2009, Bridge)

## Premi
- 24 Nomination al Grammy Awards
- 11 Premi Grammy Awards
- 2 Boston Music Awards come miglior tastierista